# Gallen Nunatak
Gallen Nunatak är en nunatak i Antarktis. Den ligger i Västantarktis. Inget land gör anspråk på området. Toppen på Gallen Nunatak är 2 048 meter över havet.
Terrängen runt Gallen Nunatak är kuperad åt sydväst, men åt nordost är den platt. Terrängen runt Gallen Nunatak sluttar norrut. Trakten är obefolkad. Det finns inga samhällen i närheten.